# シルック族
シルック族（外名: Shilluk, シルクとも。自称: チョロ, Chollo）は、スーダン中部の主に白ナイル湾曲部近辺上ナイル州西部に居住する民族。1970年時点の人口は約12万人。南スーダンでは、ディンカ族とヌエル族に次いで3番目に大きいエスニック部族集団である。
シルック族はナイル系民族の1つで、シルック語（シルック語: Dhøg Cøllø または Dhø Cølø）はかつてはナイル・サハラ語族のシャリ・ナイル諸語に分類され、『エスノローグ』では北ルオ方言諸語に分類されている。

## 社会
農耕民であり、一箇所に定住し、シコクビエ、オクラ、ゴマ、スイカ、豆などの栽培とウシ、ヤギ、ヒツジなどの牧畜を営む。基礎経済単価はウシが重要視され、結婚の際には夫側が妻側へ花嫁代としてウシを贈ることが知られている。父系リネージの分節構造を持ち、支配者層から首長が選出される。
シルック族は、多くの小王国の分立のもと、ニイカング（大王）によって統治される連邦制王国（シルック王国）を形成したことで知られる。ニイカングとは王国創設者の名であり、シルック王国統治者の称号として世襲継承される地位である。ジェームズ・フレイザーは自著『金枝篇』において、この世襲制について「ニイカングとは霊魂として王の身体に宿るもので、継承者を操り、その力をシルックに及ぼす。この際、王は理想的な知力・体力・武力を兼ね備えていることが要求され、これが満たされなくなると王殺しが行われ、次の継承者が選出される。こうした考えの下、シルック王国は常に建国時の栄光ある力を維持していくと信じられた」と解説している。シルック族の大部分はキリスト教に転向したが、植民地政策の違いによってプロテスタント系とカトリック系の教会に分裂している。一部は伝統宗教を信仰しており、またイスラム教に転向したグループがある。

## 脚註
1. ↑  dhøgは「言語」の意
2. ↑  "Ethnologue report for language code: shk", Lewis, M. Paul (ed.), 2009. Ethnologue, Sixteenth edition. Dallas, Tex.: SIL International. last modified: February-2010.